# Příští správná věc
Příští správná věc (v anglickém originále The Next Best Thing) je americký film britského režiséra Johna Schlesingera z roku 2000, jeho poslední dílo. Ústřední dvojici představují učitelka jógy Abbie Reynoldsová (Madonna) a její gay kamarád, zahradník Robert Whittaker (Rupert Everett). Film byl uveden do amerických kin 3. března 2000

## Obsazení
| Madonna             | Abbie Reynoldsová     |
| Rupert Everett      | Robert Whittaker      |
| Benjamin Bratt      | Ben Cooper            |
| Illeana Douglas     | Elizabeth Ryderová    |
| Michael Vartan      | Kevin Lasater         |
| Josef Sommer        | Richard Whittaker     |
| Malcolm Stumpf      | Sam                   |
| Lynn Redgrave       | Helen Whittakerová    |
| Neil Patrick Harris | David                 |
| Mark Valley         | kardiolog             |
| Suzanne Krull       | Annabel               |
| Stacy Edwards       | Finn                  |
| John Carroll Lynch  | právník Abbie         |
| Fran Bennett        | soudce Tracey Bennett |
| Ricki Lopez         | Angel                 |

## České uvedení
Film byl v ČR uveden distribuční společností Intersonic asi čtvrt roku po americké premiéře, 1. června 2000. České znění připravilo studio AW Praha s překladem Milady Martínkové a v režii Soni Bubníkové. Madonnu v roli Abbie namluvila Ilona Svobodová a Ruperta Everetta v roli Roberta Jan Šťastný.

## Přijetí a ocenění
Madonna si vysloužila Zlatou malinu za rok 2000 za nejhorší herečku v hlavní roli a film byl na tuto anticenu nominován i v několika dalších kategoriích. Byl však také nominován na Mediální cenu GLAAD jako mimořádný film v široké distribuci (cenu nakonec získal Billy Elliot).